# Campeón de Campeones Femenil
Campeón de Campeones Femenil ist die Bezeichnung für den mexikanischen Supercup im Frauenfußball, der zwischen den Meistern der Apertura und Clausura einer jeweiligen Saison der Liga MX Femenil ausgetragen wird.

## 2021: Tigres Femenil
Der sich nach dem Vorbild des Campeón de Campeones im Männerfußball orientierende Wettbewerb wurde 2021 eingeführt, aber im Eröffnungsjahr nicht ausgetragen, weil die Mannschaft von Tigres Femenil beide Turniere der Saison 2020/21 gewonnen hatte und somit automatisch Sieger dieses Titels wurde.

## 2022: Chivas Femenil
Die erste Austragung fand 2022 zwischen dem Meister der Apertura 2021, Rayadas de Monterrey, und dem Meister der Clausura 2022, Chivas Femenil, statt. Das in Guadalajara ausgetragene Hinspiel endete ebenso unentschieden (1:1) wie das in Monterrey ausgetragene Rückspiel (0:0), so dass zur Ermittlung des Siegers ein Elfmeterschießen erforderlich wurde, das Chivas Femenil mit 3:0 zu ihren Gunsten entschied. Die Torschützen für Guadalajara waren Alicia Cervantes, Casandra Montero und Joseline Montoya, während keine der für Monterrey angetretenen Spielerinnen (Desirée Monsiváis, Mariana Cadena, Rebeca Bernal) den Ball im Tor unterbringen konnte.
Die Treffer im Hinspiel erzielten Carolina Jaramillo zur 1:0-Pausenführung für Chivas und Christina Burkenroad zum 1:1-Endstand in der 58. Minute.
Mit folgenden Aufstellungen bestritten die beiden Mannschaften das Rückspiel 2022:
Monterrey: Alejandría Godínez – Mónica Flores (45. María Sánchez), Rebeca Bernal, Mariana Cadena, Alejandra Calderón – Daniela García, Yamile Franco, Diana Evangelista (78. Barbara Olivieri) – Christina Burkenroad (34. Aylin Aviléz), Desirée Monsiváis, Daniela Solís. Trainerin: Eva Espejo.
Guadalajara: Celeste Espino (90+1. Blanca Félix) – Jaqueline Rodríguez, Araceli Torres, Kinberly Guzmán, Damaris Godínez (62. Karol Bernal) – Carolina Jaramillo, Susan Bejarano (62. Victoria Acevedo), Casandra Montero, Joseline Montoya – Gabriela Valenzuela (78. Michelle González), Alicia Cervantes. Trainer: Juan Pablo Alfaro.

## 2023: Tigres Femenil
Nachdem die Tigres ihren ersten Titel zwei Jahre zuvor kampflos gewannen, holten sie mit einem überzeugenden Gesamtergebnis von 3:0 (2:0 im Hinspiel und 1:0 im Rückspiel) gegen América Femenil zum zweiten Mal den „Campeón de Campeones“.
Nachdem die Tigres das im Aztekenstadion von Mexiko-Stadt ausgetragene Hinspiel durch einen „Doppelpack“ von Mia Fishel (69. und 89. Minute) mit 2:0 zu ihren Gunsten entschieden hatten, reichte ihnen im Rückspiel vor heimischer Kulisse ein 1:0, das Lizbeth Ovalle mit einer fulminanten Einzelaktion bereits in der 24. Minute gelungen war.
Mit folgenden Aufstellungen bestritten die beiden Mannschaften das Rückspiel 2023:
Tigres: Cecilia Santiago – Greta Espinoza, Anika Rodríguez (85. Jana Gutiérrez) – Nancy Antonio, Cristina Ferral (85. Nayeli Rangel), Liliana Mercado (56. Alexia Delgado), Lizbeth Ovalle, Maricarmen Reyes (75. Belén Cruz), Natalia Villarreal – Mia Fishel, Stephany Mayor (85. Joseline Montoya). Trainerin: Milagros Martínez Domínguez.
América: Itzel González – Sabrina Enciso (56. Karen Luna), Jocelyn Orejel, Andrea Pereira, Kimberly Rodríguez – Betzy Cuevas (56. Eva González), Nicolette Hernández, Sarah Luebbert (72. Montserrat Saldívar), Natalia Mauleón (85. Destinee Manzo) – Alison González (56. Katty Martínez), Kiana Palacios. Trainer: Ángel Villacampa Carrasco.

## 2024: Tigres Femenil
Mit einem 0:0 im Hinspiel und einem 3:2-Sieg im Rückspiel gegen den Lokalrivalen Rayadas de Monterrey konnten die Tigres ihren im Vorjahr gewonnenen Titel erfolgreich verteidigen und gewannen den erst 2021 eingeführten Wettbewerb bereits zum dritten Mal.
Durch einen Treffer von Rebeca Bernal in der 36. Minute lagen die Rayadas zur Halbzeit mit 1:0 in Führung. Thembi Kgatlana glich in der 51. Minute für die Tigres aus und Stephany Mayor sorgte mit ihrem Treffer in der 69. Minute für die 2:1-Führung der Tigres. In der 79. Minute gelang Jermaine Seoposenwe der Ausgleich, ehe Nayeli Rangel für den 3:2-Endstand sorgte.